# Tydal
Tydal este o comună din provincia Sør-Trøndelag, Norvegia.